# 328 km (obwód moskiewski)
328 km (ros. 328 км) – przystanek kolejowy w rejonie stupińskim, w obwodzie moskiewskim, w Rosji. Położony jest na Wielkim Pierścieniu Kolei Moskiewskiej, w oddaleniu od skupisk ludzkich.